# Colbordolo
Colbordolo este o comună din provincia Pesaro e Urbino, regiunea Marche, Italia, cu o populație de 6.236 de locuitori și o suprafață de 27,84 km².

## Demografie
Format:Demografia/Colbordolo